# Ayarat pitu'ah

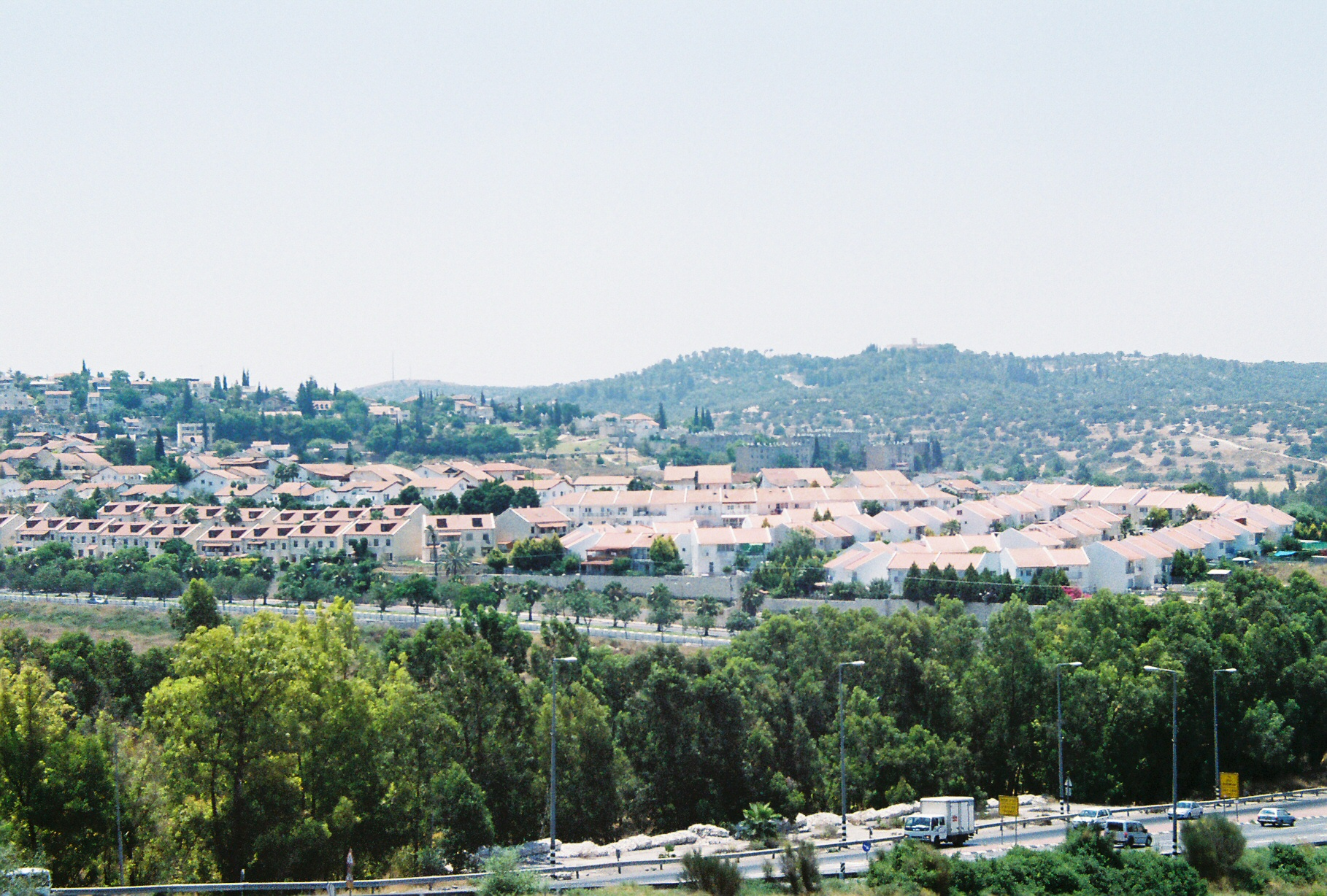
Beit Shemesh, prima ayarat pitu'ah fondata in Israele

Ayarat pitu'ah (in ebraico עיירת פיתוח‎?, "città di sviluppo") è il termine con cui in Israele è indicata una delle città costruite nel corso degli anni cinquanta del XX secolo al fine di distribuire uniformemente la popolazione su tutto il territorio nazionale.
Gran parte delle città di sviluppo furono edificate in Galilea e nel deserto del Negev. La prima fu Beit Shemesh, fondata nel 1950 a 20 km da Gerusalemme. Alcune, come Kiryat Shmona, Or Yehuda e Sderot, sorsero in luogo di precedenti ma'abarot.
Nelle città di sviluppo trovarono dimora per lo più gli ebrei provenienti dall'Africa settentrionale, cui, negli anni novanta, si aggiunsero pure quelli dell'Aliyah dai nuovi Stati nati dalla disgregazione dell'Unione Sovietica.